# 宇須岸
宇須岸（うすけし）または臼岸（うすけし）とは、北海道函館市の函館山山麓の古い地名である。

## 概要
「ウスケシ」とは、函館の古い呼び名で先住民族のアイヌがコタン（集落）名として「ウショロケシ」「ウシュンケシ」と呼んでいたもので、意味は概ね「湾端」である。「宇須岸」や「臼岸」と漢字が当てられた。
ただし問題が指摘されており、函館市教育委員会1956年の冊子によると、河野政通によって築かれた城「宇須岸館」があった函館港側（元町など）発の地名だとは断定できないという。理由はアイヌの生活遺物が発掘されたことはもちろん、記録や文献が見つかっていない。一方、大森浜側（谷地頭町など）には、幾多の遺跡やチャシの跡のあるからである。
アイヌのチャシ「ハクチャシ」については函館山#構成する峰の「エゾタテ山」の解説を参照。